# Денежный поезд

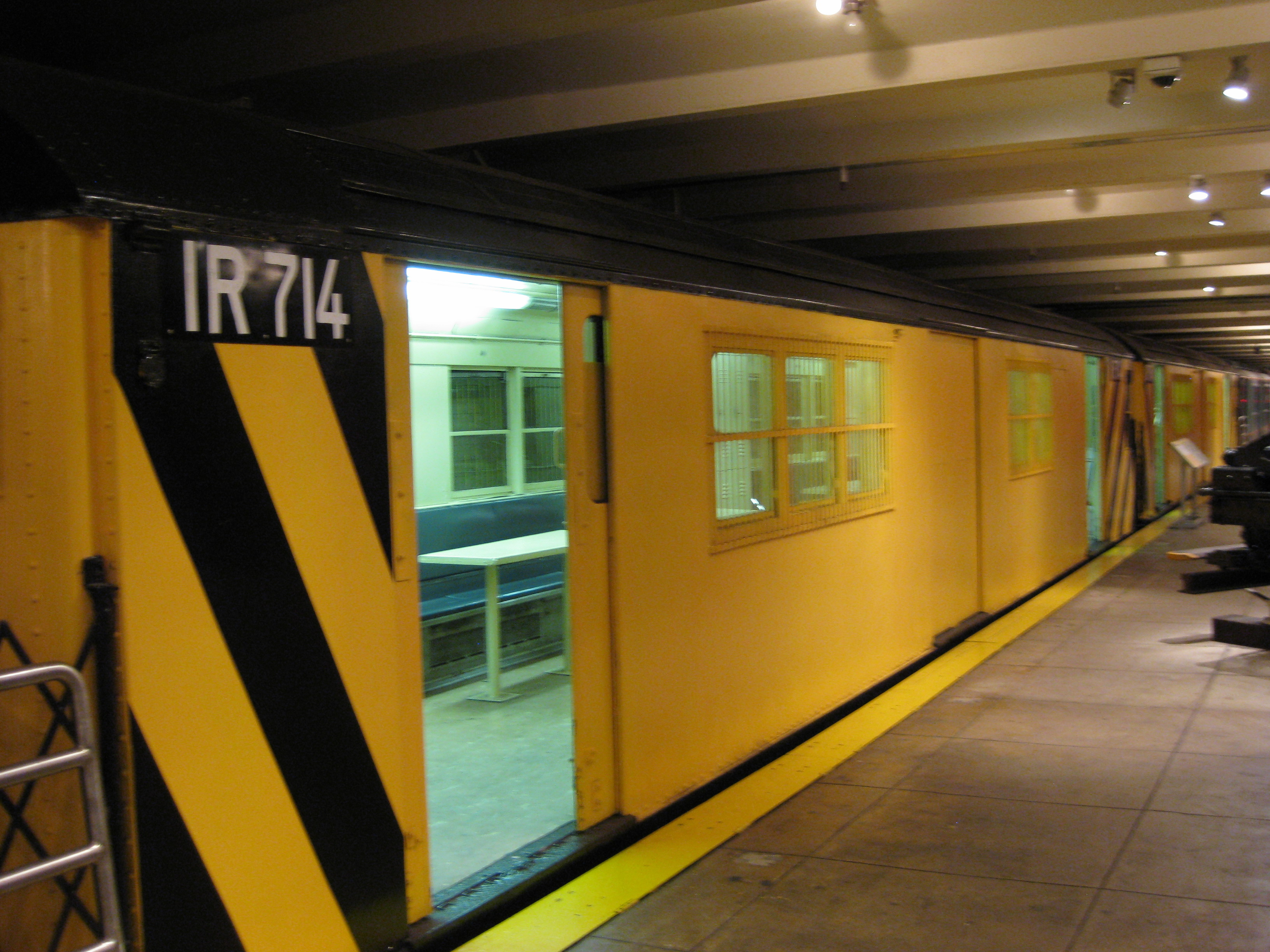
Вагон денежного поезда в транспортном музее Нью-Йорка. Вагон использовался в метро Нью-Йорка до 2006 года.

Денежный поезд — это один или несколько вагонов, используемых для сбора платы за проезд со станций метро и доставки в центр для обработки. Этот поезд, как правило, используется для перевозки мешков с деньгами, охраняемых полицией для предотвращения грабежей.
В метро Нью-Йорка «денежные поезда» впервые упоминаются в 1905 году, через год после открытия системы метро. Вагоны этих поездов были переоборудованы из списанных вагонов метро.
Использование поезда было необходимо из-за трудностей доставки денег наземными видами транспорта. Так как поезд метро может достигнуть любой станции, он может использоваться для сбора денег с автоматов по продаже билетов. В 1995 году снят американский триллер «Денежный поезд», изображающий ограбление такого поезда.

## Платёжный вагон
В Новом Южном Уэльсе (Австралия) небольшие вагоны с автономным питанием использовались для доставки зарплаты сотрудникам удаленных железнодорожных станций, а также для поддержания бригад рабочих, работающих на линиях. Эта система эксплуатировалась до появления электронных платежей в 1980-х годах.